# Far Away (singel Nickelback)
Far Away – ballada rockowa kanadyjskiej grupy Nickelback, którą wydano jako trzeci singel, promujący album studyjny All the Right Reasons. Utwór został zamieszczony na szóstej pozycji na krążku, trwa 3 minuty i 59 sekund, i jest piątym utworem co do najdłuższych na płycie. Autorem tekstu utworu jest wokalista grupy Chad Kroeger, natomiast kompozytorami wspólnie cały zespół. Singel z utworem został wydany w lipcu w Stanach Zjednoczonych oraz 13 lutego w Wielkiej Brytanii. Ukazał się nakładem wytwórni Roadrunner Records. Został wydany w formatach Promo CD, Singel CD oraz na winylu 12". Singel został ponownie wydany na terenie Wielkiej Brytanii 22 września 2008 powtarzając przy tym sukces piosenek „Rockstar” i ponownie wydanej „Photograph”. Wydanie osiągnęło miejsce #41 na liście brytyjskich singli. Na stronie B singla w wydaniu Brytyjskim, zostały zamieszczone utwory „Mistake” (cover Big Wreck’a), wykonany na żywo w Edmonton, oraz akustyczna wersja utworu „Photograph”.
Singel „Far Away” osiągnął miejsce 8 w USA, oraz m.in. 2 miejsce na listach przebojów w Australii oraz Nowej Zelandii. Utwór bardzo dobrze radził sobie także w ojczystej Kanadzie, gdzie zajął pierwsze miejsce na liście Canadian BDS Airplay Chart. Utwór dotarł także do 4 miejsca na liście Billboardu, Pop 100. Utwór został wykorzystany w popularnym serialu Dowody zbrodni, w odcinku 18, pt. „Ghost of My Child”.
Utwór ma melodyjne, łagodne rockowe brzmienie, gdzie słychać tylko gitary akustyczne. Lider grupy, Chad Kroeger, opisał piosenkę podczas koncertu w Australii jako „jedyną prawdziwą piosenkę miłosną którą ma Nickelback”. Do utworu został nakręcony również teledysk. Utwór do dziś bardzo często grany jest na koncertach grupy, wszedł w skład koncertowego DVD zespołu, „Live from Sturgis” z 2008 roku. Koncertowa wersja tego utworu znalazła się w późniejszym czasie na stronie B singla „I'd Come for You”.

## Teledysk
Premiera teledysku Far Away odbyła się w programie muzycznym VH1 V-Spot. Teledysk przedstawia na początku szczęśliwą parę, która cieszy się sobą, jednak po chwili chłopak dziewczyny odbiera telefon, po którym żegna się z ukochaną i udaje się na akcję ratunkową. Dziewczyna w tym czasie z niepokojem ogląda przebieg akcji ratunkowej w telewizji. Chłopak wraz z kilkoma strażakami udaje się helikopterem do płonącego lasu. Podczas próby gaszenia zostaje otoczony przez szalejący ogień. Helikopter odlatuje, zostawiając go samego w płonącym lesie. Dziewczyna odbiera telefon z wiadomością o śmierci swego chłopaka. Kiedy wychodzi przed dom widzi kolegów swego chłopaka, a po chwili za ich pleców wyłania się on sam. Teledysk został nagrodzony na gali Muchmore Video Awards w kategorii najlepszy teledysk. Clip wyreżyserował Nigel Dick. Kręcony był w listopadzie 2005 roku. Sceny płonącego lasu kręcono w Green Timbers Park w Surrey. Pozostałe sceny kręcone były w Vancouver.
Teledysk nominowany był w konkursie Top 40 Videos Of 2006 obok utworów Hips Don’t Lie Shakiry, oraz SexyBack Justina Timberlake’a.

## Lista utworów na singlu
CD single (UK) (7 lutego 2006)
| Nr. |  | Tytuł                        | Tekst        | Muzyka       | Długość |
| --- |  | ---------------------------- | ------------ | ------------ | ------- |
| 1.  |  | „Far Away” (Album Version)   | Chad Kroeger | Nickelback   | 3:59    |
| 2.  |  | „Far Away” (Edit Version)    | Chad Kroeger | Nickelback   | 3:42    |
| 3.  |  | „Mistake” (Live)             | Ian Thornley | Ian Thornley | 5:11    |
| 4.  |  | „Photograph” (Acoustic Live) | Chad Kroeger | Nickelback   | 6:55    |
| 5.  |  | „Far Away” (Video)           |              |              | 4:10    |
|     |  |                              |              |              |         |

CD single (14 lutego 2006)
| Nr. |  | Tytuł                        | Tekst        | Muzyka       | Długość |
| --- |  | ---------------------------- | ------------ | ------------ | ------- |
| 1.  |  | „Far Away” (Edit Version)    | Chad Kroeger | Nickelback   | 3:42    |
| 2.  |  | „Mistake” (Live)             | Ian Thornley | Ian Thornley | 5:11    |
| 3.  |  | „Photograph” (Acoustic Live) | Chad Kroeger | Nickelback   | 6:55    |
|     |  |                              |              |              |         |

Deluxe edition (26 stycznia 2006)
| Nr. |  | Tytuł                      | Tekst        | Muzyka     | Długość |
| --- |  | -------------------------- | ------------ | ---------- | ------- |
| 1.  |  | „Far Away” (Album Version) | Chad Kroeger | Nickelback | 3:59    |
| 2.  |  | „Far Away” (Edit Version)  | Chad Kroeger | Nickelback | 3:42    |
|     |  |                            |              |            |         |

## Twórcy
Nickelback
- Chad Kroeger – śpiew, gitara rytmiczna, produkcja
- Ryan Peake – gitara prowadząca, wokal wspierający
- Mike Kroeger – gitara basowa
- Daniel Adair – perkusja, wokal wspierający

Produkcja
- Nagrywany: Luty – Wrzesień 2005 roku w studiu „Mountain View Studios” w Abbotsford (Kolumbia Brytyjska)
- Producent muzyczny: Chad Kroeger, Joe Moi
- Realizator nagrań: Chad Kroeger, Joe Moi
- Mastering: Ted Jensen w „Sterling Sound”
- Miks: Mike Shipley w „Shabby Road Studio City”
- Asystent inżyniera dźwięku: Brian Wohlgemuth
- Obróbka cyfrowa: Joe Moi, Ryan Andersen
- Koordynator prac albumu: Kevin Zaruk

Pozostali
- Manager: Bryan Coleman
- Aranżacja: Chad Kroeger, Ryan Peake, Mike Kroeger, Daniel Adair
- Tekst piosenki: Chad Kroeger
- Zdjęcia: Richard Beland
- Zdjęcia w studio: Kevin Estrada
- Wytwórnia: Roadrunner Records
- Pomysł okładki: Nickelback

## Nagrody
- (2007) MuchMoreMusic Award – Wygrana
- (2007) Best International Video By A Canadian – Nominacja
- (2007) People’s Choice: Favourite Canadian Group – Nominacja

## Notowania
| Lista                                        | Najwyższa pozycja |
| -------------------------------------------- | ----------------- |
| U.S. Billboard Hot 100                       | 8                 |
| U.S. Billboard Pop 100                       | 4                 |
| U.S. Billboard Hot Adult Contemporary Tracks | 5                 |
| ARC Weekly Top 40                            | 1                 |
| Canadian Airplay Chart                       | 1                 |
| UK Singles Chart                             | 40                |
| Australian Singles Chart                     | 2                 |
| New Zealand Singles Chart                    | 2                 |
| Irish Singles Chart                          | 17                |
| Dutch Top 40                                 | 18                |
| Austrian Singles Chart                       | 22                |
| Swedish Singles Chart                        | 51                |
| Swiss Singles Chart                          | 41                |
| Lithuanian Singles Chart                     | 11                |
| United World Chart                           | 16                |

- Dnia 12 stycznia 2008 roku zanotowano 1,394,901 ściągnięć utworu w formie digital download